# まりもこちゃん
まりもこちゃん（marimokochan）はサンエックスのキャラクター、2002年9月に登場した。

## キャラクター
- 子まりも　20歳
- まりもこちゃん　80歳
- まりも母　400歳
- まりも父　500歳
- まりもじいさん　900歳

## 備考
北海道では、限定の「まりもこちゃんの水族館」は、本物の小サイズの水槽や「まりもこちゃんのまりも缶」（まりも入り）
などと、幅広いユニーク商品などが限定販売されている。